# Gnorimosphaeroma naktongense
Gnorimosphaeroma naktongense es una especie de isópodo del género Gnorimosphaeroma, familia Sphaeromatidae, clase Malacostraca. Fue descrita científicamente por Kwon y Kim en 1987.

## Descripción
El tamaño del cuerpo mide 2,0-200 milímetros.

## Distribución
Se distribuye por el Pacífico Norte.